# Maurice Ahern
Maurice Ahern (irisch Muiris Ó hEachthairn, * 1938/1939) ist ein irischer Politiker und Mitglied der Fianna Fáil.
Ahern wurde 1999 erstmals für den Wahlbezirk Cabra-Glasnevin in den Dubliner Stadtrat (Dublin City Council) gewählt. 2000 bis 2001 hatte er das Amt des Oberbürgermeisters von Dublin (Lord Mayor of Dublin) inne. Dieses Amt bekleidete in den 1980er Jahren auch schon sein Bruder Bertie Ahern. 2004 wurde Maurice Ahern erneut in den Stadtrat gewählt. Bei den nächsten Wahlen 2009 konnte er seinen dortigen Sitz jedoch nicht verteidigen. Des Weiteren kandidierte er im Juni 2009 bei der Nachwahl im Wahlkreis Dublin Central, konnte sich jedoch nicht gegen Maureen O’Sullivan durchsetzen.
Maurice Ahern ist der Bruder der beiden Politiker Bertie und Noel Ahern. Er ist verheiratet und hat mehrere Kinder. Im November 2009 wurde Aherns ältester Sohn tot in seinem Dubliner Apartment aufgefunden.

## Quelle
- Kurzbiografie auf der Internetseite des Dubliner Stadtrats